# 2015年のATPワールドツアー
2015年のATPワールドツアーは2015年のATPワールドツアーの日程と決勝結果である。

## 日程
2015年ATPカレンダーより作成
| グランドスラム                   |
| ATPワールドツアー・ファイナル    |
| ATP ワールドツアーマスターズ1000 |
| ATP ワールドツアー500            |
| ATP ワールドツアー250            |
| チームイベント                   |

| 日時            | 大会名 | 優勝者 | 準優勝者                                                                                         | 試合結果 （スコア）       |
| --------------- | --- | --- | ------------------------------------------------------------------------------------------------ | ------------------------- |
| 1月5日          | ホップマンカップ パース $1,000,000 - ハード (室内) - 8チーム (RR) | ポーランド | アメリカ合衆国                                                                                   | 2–1                       |
| 1月5日          | ブリスベン国際 ブリスベン $494,310 - ハード - 28S/32Q/16D | ロジャー・フェデラー                                                                                           | ミロシュ・ラオニッチ                                                                             | 6–4, 6–7(2), 6–4          |
| 1月5日          | ブリスベン国際 ブリスベン $494,310 - ハード - 28S/32Q/16D | ジェイミー・マリー ジョン・ピアーズ                                                                            | アレクサンドル・ドルゴポロフ 錦織圭                                                              | 6–3, 7–6(4)               |
| 1月5日          | カタール・エクソンモービル・オープン ドーハ $1,221,320 - ハード - 32S/32Q/16D | ダビド・フェレール                                                                                             | トマーシュ・ベルディハ                                                                           | 6–4, 7–5                  |
| 1月5日          | カタール・エクソンモービル・オープン ドーハ $1,221,320 - ハード - 32S/32Q/16D | フアン・モナコ ラファエル・ナダル                                                                              | ユリアン・ノール フィリップ・オズワルド                                                          | 6–3, 6–4                  |
| 1月5日          | チェンナイ・オープン チェンナイ $458,400 - ハード - 28S/32Q/16D | スタン・ワウリンカ                                                                                             | アリャジュ・ベデネ                                                                               | 6–3, 6–4                  |
| 1月5日          | チェンナイ・オープン チェンナイ $458,400 - ハード - 28S/32Q/16D | 盧彦勲 ジョナサン・マレー                                                                                      | レイベン・クラーセン リーンダー・パエス                                                          | 6–3, 7–6(4)               |
| 1月12日         | ハイネケン・オープン オークランド $519,395 - ハード - 28S/32Q/16D | イジー・ベセリー                                                                                               | アドリアン・マナリノ                                                                             | 6–3, 6–2                  |
| 1月12日         | ハイネケン・オープン オークランド $519,395 - ハード - 28S/32Q/16D | レイベン・クラーセン リーンダー・パエス                                                                        | ドミニク・イングロット フロリン・メルジェ                                                        | 7–6(1), 6–4               |
| 1月12日         | アピア国際 シドニー $494,310 - ハード - 28S/32Q/16D | ビクトル・トロイツキ                                                                                           | ミハイル・ククシュキン                                                                           | 6–2, 6–3                  |
| 1月12日         | アピア国際 シドニー $494,310 - ハード - 28S/32Q/16D | ロハン・ボパンナ ダニエル・ネスター                                                                            | ジャン＝ジュリアン・ロイヤー ホリア・テカウ                                                      | 6–4, 7–6(5)               |
| 1月19日 1月26日 | 全豪オープン メルボルン A$15,000,000 - ハード 128S/128Q/64D/32X シングルス – ダブルス – 混合ダブルス | ノバク・ジョコビッチ                                                                                           | アンディ・マリー                                                                                 | 7–6(5), 6–7(4), 6–3, 6–0  |
| 1月19日 1月26日 | 全豪オープン メルボルン A$15,000,000 - ハード 128S/128Q/64D/32X シングルス – ダブルス – 混合ダブルス | シモーネ・ボレッリ ファビオ・フォニーニ                                                                        | ピエール＝ユーグ・エルベール ニコラ・マユ                                                        | 6–4, 6–4                  |
| 1月19日 1月26日 | 全豪オープン メルボルン A$15,000,000 - ハード 128S/128Q/64D/32X シングルス – ダブルス – 混合ダブルス | マルチナ・ヒンギス リーンダー・パエス                                                                          | クリスティナ・ムラデノビッチ ダニエル・ネスター                                                  | 6–4, 6–3                  |
| 2月2日          | 南フランス・オープン モンペリエ €494,310 - ハード (室内) - 28S/32Q/16D | リシャール・ガスケ                                                                                             | イェジ・ヤノビッチ                                                                               | 3–0, 途中棄権             |
| 2月2日          | 南フランス・オープン モンペリエ €494,310 - ハード (室内) - 28S/32Q/16D | マーカス・ダニエル アルチョム・シタック                                                                        | ドミニク・イングロット フロリン・メルジェ                                                        | 3–6, 6–4, [16–14]         |
| 2月2日          | PBZザグレブ・インドア ザグレブ €494,310 - ハード (室内) - 28S/32Q/16D | ギリェルモ・ガルシア＝ロペス                                                                                   | アンドレアス・セッピ                                                                             | 7–6(4), 6–3               |
| 2月2日          | PBZザグレブ・インドア ザグレブ €494,310 - ハード (室内) - 28S/32Q/16D | マリン・ドラガニャ ヘンリ・コンティネン                                                                        | ファブリス・マルタン プラブ・ラジャ                                                              | 6–4, 6–4                  |
| 2月2日          | エクアドル・オープン キト $494,310 - クレー - 28S/32Q/16D | ビクトル・エストレーリャ・ブルゴス                                                                             | フェリシアーノ・ロペス                                                                           | 6–2, 6–7(5), 7–6(5)       |
| 2月2日          | エクアドル・オープン キト $494,310 - クレー - 28S/32Q/16D | ゲロ・クレッチマー アレクサンダー・サチコ                                                                      | ビクトル・エストレーリャ・ブルゴス ジョアン・ソウザ                                              | 7–5, 7–6(3)               |
| 2月9日          | ABNアムロ世界テニス・トーナメント ロッテルダム €1,600,855 - ハード (室内) - 32S/32Q/16D | スタン・ワウリンカ                                                                                             | トマーシュ・ベルディハ                                                                           | 4–6, 6–3, 6–4             |
| 2月9日          | ABNアムロ世界テニス・トーナメント ロッテルダム €1,600,855 - ハード (室内) - 32S/32Q/16D | ジャン＝ジュリアン・ロイヤー ホリア・テカウ                                                                    | ジェイミー・マリー ジョン・ピアーズ                                                              | 3–6, 6–3, [10–8]          |
| 2月9日          | メンフィス・オープン メンフィス $659,070 - ハード (室内) - 28S/32Q/16D シングルス | 錦織圭 | ケビン・アンダーソン                                                                             | 6–4, 6–4                  |
| 2月9日          | メンフィス・オープン メンフィス $659,070 - ハード (室内) - 28S/32Q/16D シングルス | マリウシュ・フィルステンベルク サンティアゴ・ゴンサレス                                                        | アルチョム・シタック ドナルド・ヤング                                                            | 5–7, 7–6(1), [10–8]       |
| 2月9日          | ブラジル・オープン サンパウロ $505,655- クレー - 28S/32Q/16D | パブロ・クエバス                                                                                               | ルカ・ヴァンニ                                                                                   | 6–4, 3–6, 7–6(4)          |
| 2月9日          | ブラジル・オープン サンパウロ $505,655- クレー - 28S/32Q/16D | フアン・セバスティアン・カバル ロベルト・ファラ                                                                | パオロ・ロレンツィ ディエゴ・シュワルツマン                                                      | 6–4, 6–2                  |
| 2月16日         | リオ・オープン リオデジャネイロ $1,548,755 - クレー - 32S/32Q/16D | ダビド・フェレール                                                                                             | ファビオ・フォニーニ                                                                             | 6–2, 6–3                  |
| 2月16日         | リオ・オープン リオデジャネイロ $1,548,755 - クレー - 32S/32Q/16D | マルティン・クリザン フィリップ・オズワルド                                                                    | パブロ・アンドゥハル オリバー・マラチ                                                            | 7–6(3), 6–4               |
| 2月16日         | オープン13 マルセイユ €632,840 - ハード (室内) - 28S/32Q/16D | ジル・シモン                                                                                                   | ガエル・モンフィス                                                                               | 6–4, 1–6, 7–6(4)          |
| 2月16日         | オープン13 マルセイユ €632,840 - ハード (室内) - 28S/32Q/16D | マリン・ドラガニャ ヘンリ・コンティネン                                                                        | コリン・フレミング ジョナサン・マレー                                                            | 6–4, 3–6, [10–8]          |
| 2月16日         | デルレイビーチ・オープン デルレイビーチ $549,230 - ハード - 32S/32Q/16D | イボ・カロビッチ                                                                                               | ドナルド・ヤング                                                                                 | 6–3, 6–3                  |
| 2月16日         | デルレイビーチ・オープン デルレイビーチ $549,230 - ハード - 32S/32Q/16D | ボブ・ブライアン マイク・ブライアン                                                                            | レイベン・クラーセン リーンダー・パエス                                                          | 6–3, 3–6, [10–6]          |
| 2月24日         | ドバイ・デューティフリー・テニス選手権 ドバイ $2,503,810 - ハード - 32S/32Q/16D | ロジャー・フェデラー                                                                                           | ノバク・ジョコビッチ                                                                             | 6–3, 7–5                  |
| 2月24日         | ドバイ・デューティフリー・テニス選手権 ドバイ $2,503,810 - ハード - 32S/32Q/16D | ロハン・ボパンナ ダニエル・ネスター                                                                            | アイサム＝ウル＝ハク・クレシ ネナド・ジモニッチ                                                  | 6–4, 6–1                  |
| 2月24日         | アビエルト・メキシコ・テルセル アカプルコ $1,548,755 - ハード - 32S/32Q/16D | ダビド・フェレール                                                                                             | 錦織圭                                                                                           | 6–3, 7–5                  |
| 2月24日         | アビエルト・メキシコ・テルセル アカプルコ $1,548,755 - ハード - 32S/32Q/16D | イワン・ドディグ マルセロ・メロ                                                                                | マリウシュ・フィルステンベルク サンティアゴ・ゴンサレス                                          | 7–6(2), 5–7, [10–3]       |
| 2月24日         | アルゼンチン・オープン ブエノスアイレス $573,750 - クレー - 28S/32Q/16D | ラファエル・ナダル                                                                                             | フアン・モナコ                                                                                   | 6–4, 6–1                  |
| 2月24日         | アルゼンチン・オープン ブエノスアイレス $573,750 - クレー - 28S/32Q/16D | ヤルコ・ニエミネン アンドレ・サ                                                                                | パブロ・アンドゥハル オリバー・マラチ                                                            | 4–6, 6–4, [10–7]          |
| 3月2日          | デビスカップ1回戦 フランクフルト - ハード (室内) グラスゴー - ハード (室内) オストラヴァ - ハード (室内) アスタナ - ハード (室内) ブエノスアイレス - クレー クラリェヴォ - ハード (室内) バンクーバー - ハード (室内) リエージュ - ハード (室内) | 勝利チーム · フランス · イギリス · オーストラリア · カザフスタン · アルゼンチン · セルビア · カナダ · ベルギー | 敗退チーム · ドイツ · アメリカ合衆国 · チェコ · イタリア · ブラジル · クロアチア · 日本 · スイス | 3–2 5–0 3–2               |
| 3月9日 3月16日  | BNPパリバ・オープン インディアンウェルズ $7,107,455 - ハード - 96S/48Q/32D | ノバク・ジョコビッチ                                                                                           | ロジャー・フェデラー                                                                             | 6–3, 6–7(5), 6–2          |
| 3月9日 3月16日  | BNPパリバ・オープン インディアンウェルズ $7,107,455 - ハード - 96S/48Q/32D | バセク・ポシュピシル ジャック・ソック                                                                          | シモーネ・ボレッリ ファビオ・フォニーニ                                                          | 6–4, 6–7(3), [10–7]       |
| 3月23日 3月30日 | マイアミ・オープン マイアミ $6,267,755 - ハード - 96S/48Q/32D | ノバク・ジョコビッチ                                                                                           | アンディ・マリー                                                                                 | 7–6(3), 4–6, 6–0          |
| 3月23日 3月30日 | マイアミ・オープン マイアミ $6,267,755 - ハード - 96S/48Q/32D | ボブ・ブライアン マイク・ブライアン                                                                            | バセク・ポシュピシル ジャック・ソック                                                            | 6–3, 1–6, [10–8]          |
| 4月6日          | ハサン2世グランプリ カサブランカ €494,310 - クレー - 28S/32Q/16D | マルティン・クリザン                                                                                           | ダニエル・ヒメノ＝トラベル                                                                       | 6–2, 6–2                  |
| 4月6日          | ハサン2世グランプリ カサブランカ €494,310 - クレー - 28S/32Q/16D | ラミーズ・ジュネイド アディル・シャマスディン                                                                  | ロハン・ボパンナ フロリン・メルジェ                                                              | 6–3, 1–6, [10–8]          |
| 4月6日          | 全米男子クレーコート選手権 ヒューストン $549,230 - クレー - 28S/32Q/16D | ジャック・ソック                                                                                               | サム・クエリー                                                                                   | 7–6(9), 7–6(2)            |
| 4月6日          | 全米男子クレーコート選手権 ヒューストン $549,230 - クレー - 28S/32Q/16D | リチャルダス・ベランキス ティムラズ・ガバシュビリ                                                              | トレト・ユーイ スコット・リプスキー                                                              | 6–4, 6–4                  |
| 4月13日         | モンテカルロ・ロレックス・マスターズ モンテカルロ €3,830,295 - クレー - 56S/28Q/24D | ノバク・ジョコビッチ                                                                                           | トマーシュ・ベルディハ                                                                           | 7–5, 4–6, 6–3             |
| 4月13日         | モンテカルロ・ロレックス・マスターズ モンテカルロ €3,830,295 - クレー - 56S/28Q/24D | ボブ・ブライアン マイク・ブライアン                                                                            | シモーネ・ボレッリ ファビオ・フォニーニ                                                          | 7–6(3), 6–1               |
| 4月20日         | バルセロナ・オープン・バンコ・サバデル バルセロナ €2,265,235 - クレー - 56S/28Q/24D シングルス | 錦織圭 | パブロ・アンドゥハル                                                                             | 6–4, 6–4                  |
| 4月20日         | バルセロナ・オープン・バンコ・サバデル バルセロナ €2,265,235 - クレー - 56S/28Q/24D シングルス | マリン・ドラガニャ ヘンリ・コンティネン                                                                        | ジェイミー・マリー ジョン・ピアーズ                                                              | 6–3, 6–7(6), [11–9]       |
| 4月20日         | BRDナスターゼ・ティリアク・トロフィー ブカレスト €494,310 - クレー - 28S/32Q/16D | ギリェルモ・ガルシア＝ロペス                                                                                   | イジー・ベセリー                                                                                 | 7–6(5), 7–6(11)           |
| 4月20日         | BRDナスターゼ・ティリアク・トロフィー ブカレスト €494,310 - クレー - 28S/32Q/16D | マリウス・コピル アドリアン・ウングル                                                                          | ニコラス・モンロー アルチョム・シタック                                                          | 3–6, 7–5, [17–15]         |
| 4月27日         | BMWオープン ミュンヘン €494,310 - クレー - 28S/32Q/16D | アンディ・マリー                                                                                               | フィリップ・コールシュライバー                                                                   | 7–6(4), 5–7, 7–6(4)       |
| 4月27日         | BMWオープン ミュンヘン €494,310 - クレー - 28S/32Q/16D | アレクサンダー・ペヤ ブルーノ・ソアレス                                                                        | アレクサンダー・ズベレフ ミーシャ・ズベレフ                                                      | 4–6, 6–1, [10–5]          |
| 4月27日         | ミレニアム・エストリル・オープン エストリル €439,405 - クレー - 28S/32Q/16D | リシャール・ガスケ                                                                                             | ニック・キリオス                                                                                 | 6–3, 6–2                  |
| 4月27日         | ミレニアム・エストリル・オープン エストリル €439,405 - クレー - 28S/32Q/16D | トレト・ユーイ スコット・リプスキー                                                                            | マルク・ロペス ダビド・マレーロ                                                                  | 6–1, 6–4                  |
| 4月27日         | イスタンブール・オープン イスタンブール €494,310 - クレー - 28S/32Q/16D | ロジャー・フェデラー                                                                                           | パブロ・クエバス                                                                                 | 6–3, 7–6(11)              |
| 4月27日         | イスタンブール・オープン イスタンブール €494,310 - クレー - 28S/32Q/16D | ラドゥ・アルボット ドゥシャン・ラヨビッチ                                                                      | ロベルト・リンドステット ユルゲン・メルツァー                                                    | 6–4, 7–6(2)               |
| 5月4日          | ムチュア・マドリード・オープン マドリード €5,113,730 - クレー - 56S/28Q/24D | アンディ・マリー                                                                                               | ラファエル・ナダル                                                                               | 6–3, 6–2                  |
| 5月4日          | ムチュア・マドリード・オープン マドリード €5,113,730 - クレー - 56S/28Q/24D | ロハン・ボパンナ フロリン・メルジェ                                                                            | マルチン・マトコフスキ ネナド・ジモニッチ                                                        | 6–2, 6–7(5), [11–9]       |
| 5月11日         | BNLイタリア国際 ローマ €3,830,295 - クレー - 56S/28Q/24D | ノバク・ジョコビッチ                                                                                           | ロジャー・フェデラー                                                                             | 6–4, 6–3                  |
| 5月11日         | BNLイタリア国際 ローマ €3,830,295 - クレー - 56S/28Q/24D | パブロ・クエバス ダビド・マレーロ                                                                              | マルセル・グラノリェルス マルク・ロペス                                                          | 6–4, 7–5                  |
| 5月19日         | ジュネーヴ・オープン ジュネーヴ €494,310 - クレー - 28S/32Q/16D | トマス・ベルッシ                                                                                               | ジョアン・ソウザ                                                                                 | 7–6(4), 6–4               |
| 5月19日         | ジュネーヴ・オープン ジュネーヴ €494,310 - クレー - 28S/32Q/16D | フアン・セバスティアン・カバル ロベルト・ファラ                                                                | レイベン・クラーセン 盧彦勲                                                                      | 7–5, 4–6, [10–7]          |
| 5月19日         | ニース・オープン ニース €494,310 - クレー - 28S/32Q/16D | ドミニク・ティエム                                                                                             | レオナルド・マイエル                                                                             | 6–7(8), 7–5, 7–6(2)       |
| 5月19日         | ニース・オープン ニース €494,310 - クレー - 28S/32Q/16D | マテ・パビッチ マイケル・ビーナス                                                                              | ジャン＝ジュリアン・ロイヤー ホリア・テカウ                                                      | 7–6(4), 2–6, [10-8]       |
| 5月25日 6月1日  | 全仏オープン パリ €14,014,300 - クレー 128S/128Q/64D/32X シングルス – ダブルス – 混合ダブルス | スタン・ワウリンカ                                                                                             | ノバク・ジョコビッチ                                                                             | 4-6, 6-4, 6-3, 6-4        |
| 5月25日 6月1日  | 全仏オープン パリ €14,014,300 - クレー 128S/128Q/64D/32X シングルス – ダブルス – 混合ダブルス | イワン・ドディグ マルセロ・メロ                                                                                | ボブ・ブライアン マイク・ブライアン                                                              | 6–7(5), 7–6(5), 7–5       |
| 5月25日 6月1日  | 全仏オープン パリ €14,014,300 - クレー 128S/128Q/64D/32X シングルス – ダブルス – 混合ダブルス | ベサニー・マテック＝サンズ マイク・ブライアン                                                                  | ルーシー・ハラデツカ マルチン・マトコフスキ                                                      | 7–6(3), 6–1               |
| 6月8日          | トップシェルフ・オープン スヘルトーヘンボス €604,155 - 芝 - 28S/32Q/16D | ニコラ・マユ                                                                                                   | ダビド・ゴフィン                                                                                 | 7–6(1), 6–1               |
| 6月8日          | トップシェルフ・オープン スヘルトーヘンボス €604,155 - 芝 - 28S/32Q/16D | イボ・カロビッチ ルカシュ・クボット                                                                            | ピエール＝ユーグ・エルベール ニコラ・マユ                                                        | 6–2, 7–6(9)               |
| 6月8日          | メルセデス・カップ シュトゥットガルト €642,070 - 芝 - 28S/32Q/16D | ラファエル・ナダル                                                                                             | ビクトル・トロイツキ                                                                             | 7–6(3), 6–3               |
| 6月8日          | メルセデス・カップ シュトゥットガルト €642,070 - 芝 - 28S/32Q/16D | ロハン・ボパンナ フロリン・メルジェ                                                                            | アレクサンダー・ペヤ ブルーノ・ソアレス                                                          | 5–7, 6–2, [10–7]          |
| 6月15日         | エイゴン選手権 ロンドン €1,696,645 - 芝 - 32S/32Q/24D | アンディ・マリー                                                                                               | ケビン・アンダーソン                                                                             | 6-3, 6-4                  |
| 6月15日         | エイゴン選手権 ロンドン €1,696,645 - 芝 - 32S/32Q/24D | ピエール＝ユーグ・エルベール ニコラ・マユ                                                                      | マルチン・マトコフスキ ネナド・ジモニッチ                                                        | 6-2, 6-2                  |
| 6月15日         | ゲリー・ウェバー・オープン ハレ €1,696,645 - 芝 - 32S/32Q/16D | ロジャー・フェデラー                                                                                           | アンドレアス・セッピ                                                                             | 7–6(1), 6–4               |
| 6月15日         | ゲリー・ウェバー・オープン ハレ €1,696,645 - 芝 - 32S/32Q/16D | レイベン・クラーセン ラジーブ・ラム                                                                            | ロハン・ボパンナ フロリン・メルジェ                                                              | 7–6(1), 6–2               |
| 6月22日         | ノッティンガム・オープン ノッティンガム €485,760 - 芝 - 48S/32Q/16D | デニス・イストミン                                                                                             | サム・クエリー                                                                                   | 7–6(1), 7–6(6)            |
| 6月22日         | ノッティンガム・オープン ノッティンガム €485,760 - 芝 - 48S/32Q/16D | クリス・グッチョーネ アンドレ・サ                                                                              | パブロ・クエバス ダビド・マレーロ                                                                | 6–2, 7–5                  |
| 6月29日 7月6日  | ウィンブルドン選手権 ロンドン £12,568,000 - 芝 128S/128Q/64D/16Q/48X シングルス – ダブルス – 混合ダブルス | ノバク・ジョコビッチ                                                                                           | ロジャー・フェデラー                                                                             | 7–6(1), 6–7(10), 6–4, 6–3 |
| 6月29日 7月6日  | ウィンブルドン選手権 ロンドン £12,568,000 - 芝 128S/128Q/64D/16Q/48X シングルス – ダブルス – 混合ダブルス | ジャン＝ジュリアン・ロイヤー ホリア・テカウ                                                                    | ジェイミー・マリー ジョン・ピアーズ                                                              | 7–6(5), 6–4, 6–4          |
| 6月29日 7月6日  | ウィンブルドン選手権 ロンドン £12,568,000 - 芝 128S/128Q/64D/16Q/48X シングルス – ダブルス – 混合ダブルス | マルチナ・ヒンギス リーンダー・パエス                                                                          | ティメア・バボシュ アレクサンダー・ペヤ                                                          | 6–1, 6–1                  |
| 7月13日         | デビスカップ準々決勝 ロンドン - 芝 ダーウィン - 芝 ブエノスアイレス - クレー オーステンデ - クレー | 勝利チーム · イギリス · オーストラリア · アルゼンチン · ベルギー                                               | 敗退チーム · フランス · カザフスタン · セルビア · カナダ                                         | 3–1 3–2 4–1 5–0           |
| 7月13日         | テニス殿堂選手権 ニューポート $549,230 - 芝 - 32S/32Q/16D | ラジーブ・ラム                                                                                                 | イボ・カロビッチ                                                                                 | 7–6(5), 5–7, 7–6(2)       |
| 7月13日         | テニス殿堂選手権 ニューポート $549,230 - 芝 - 32S/32Q/16D | ジョナサン・マレー アイサム＝ウル＝ハク・クレシ                                                                | ニコラス・モンロー マテ・パビッチ                                                                | 4–6, 6–3, [10–8]          |
| 7月20日         | スウェーデン・オープン ボースタード €494,310 - クレー - 28S/32Q/16D | ブノワ・ペール                                                                                                 | トミー・ロブレド                                                                                 | 7–6(7), 6–3               |
| 7月20日         | スウェーデン・オープン ボースタード €494,310 - クレー - 28S/32Q/16D | ジェレミー・シャルディー ルカシュ・クボット                                                                    | フアン・セバスティアン・カバル ロベルト・ファラ                                                  | 6–7(6), 6–3, [10–8]       |
| 7月20日         | クラロ・オープン・コロンビア ボゴタ $768,915 - ハード - 28S/32Q/16D | バーナード・トミック                                                                                           | アドリアン・マナリノ                                                                             | 6–1, 3–6, 6–2             |
| 7月20日         | クラロ・オープン・コロンビア ボゴタ $768,915 - ハード - 28S/32Q/16D | エドゥアール・ロジェ＝バセラン ラデク・ステパネク                                                              | マテ・パビッチ マイケル・ビーナス                                                                | 7–5, 6–3                  |
| 7月20日         | クロアチア・オープン ウマグ €494,310 - クレー - 28S/32Q/16D | ドミニク・ティエム                                                                                             | ジョアン・ソウザ                                                                                 | 6–4, 6–1                  |
| 7月20日         | クロアチア・オープン ウマグ €494,310 - クレー - 28S/32Q/16D | マキシモ・ゴンサレス アンドレ・サ                                                                              | マリウシュ・フィルステンベルク サンティアゴ・ゴンサレス                                          | 4–6, 6–3, [10–5]          |
| 7月27日         | ドイツ国際オープン ハンブルク €1,407,960 - クレー - 32S/16Q/16D | ラファエル・ナダル                                                                                             | ファビオ・フォニーニ                                                                             | 7-5, 7-5                  |
| 7月27日         | ドイツ国際オープン ハンブルク €1,407,960 - クレー - 32S/16Q/16D | ジェイミー・マリー ジョン・ピアーズ                                                                            | フアン・セバスティアン・カバル ロベルト・ファラ                                                  | 2-6, 6-3, [10-8]          |
| 7月27日         | クレディ・アグリコル・スイス・オープン グシュタード €494,310 - クレー - 32S/32Q/16D | ドミニク・ティエム                                                                                             | ダビド・ゴフィン                                                                                 | 7-5, 6-2                  |
| 7月27日         | クレディ・アグリコル・スイス・オープン グシュタード €494,310 - クレー - 32S/32Q/16D | アレクサンドル・ブリー デニス・イストミン                                                                      | オリバー・マラチ アイサム＝ウル＝ハク・クレシ                                                    | 3-6, 6-2, [10-5]          |
| 7月27日         | BB&Tアトランタ・オープン アトランタ $659,070 - ハード - 28S/32Q/16D | ジョン・イスナー                                                                                               | マルコス・バグダティス                                                                           | 6-3, 6-3                  |
| 7月27日         | BB&Tアトランタ・オープン アトランタ $659,070 - ハード - 28S/32Q/16D | ボブ・ブライアン マイク・ブライアン                                                                            | コリン・フレミング ジレ・ミュラー                                                                | 4-6, 7-6(2), [10-4]       |
| 8月3日          | シティ・オープン ワシントンD.C. $1,753,020 - ハード - 48S/16Q/16D シングルス | 錦織圭 | ジョン・イスナー                                                                                 | 4-6, 6-4, 6-4             |
| 8月3日          | シティ・オープン ワシントンD.C. $1,753,020 - ハード - 48S/16Q/16D シングルス | ボブ・ブライアン マイク・ブライアン                                                                            | イワン・ドディグ マルセロ・メロ                                                                  | 6-4, 6-2                  |
| 8月3日          | オーストリア・オープン キッツビュール €494,310 - クレー - 28S/32Q/16D | フィリップ・コールシュライバー                                                                                 | ポール＝アンリ・マチュー                                                                         | 2-6, 6-2, 6-2             |
| 8月3日          | オーストリア・オープン キッツビュール €494,310 - クレー - 28S/32Q/16D | ニコラス・アルマグロ カルロス・ベルロク                                                                        | ロビン・ハーセ ヘンリ・コンティネン                                                              | 5-7, 6-3, [11-9]          |
| 8月10日         | ロジャーズ・カップ モントリオール $4,178,500 - ハード - 56S/28Q/24D | アンディ・マリー                                                                                               | ノバク・ジョコビッチ                                                                             | 6-4, 4-6, 6-3             |
| 8月10日         | ロジャーズ・カップ モントリオール $4,178,500 - ハード - 56S/28Q/24D | ボブ・ブライアン マイク・ブライアン                                                                            | エドゥアール・ロジェ＝バセラン ダニエル・ネスター                                                | 7–6(5), 3–6, [10–6]       |
| 8月17日         | ウエスタン・アンド・サザン・オープン シンシナティ $4,457,065 - ハード - 56S/28Q/24D | ロジャー・フェデラー                                                                                           | ノバク・ジョコビッチ                                                                             | 7-6(1), 6-3               |
| 8月17日         | ウエスタン・アンド・サザン・オープン シンシナティ $4,457,065 - ハード - 56S/28Q/24D | エドゥアール・ロジェ＝バセラン ダニエル・ネスター                                                              | マルチン・マトコフスキ ネナド・ジモニッチ                                                        | 6–2, 6–2                  |
| 8月24日         | ウィンストン・セーラム・オープン ウィンストン・セーラム $695,515 - ハード - 48S/32Q/16D | ケビン・アンダーソン                                                                                           | ピエール＝ユーグ・エルベール                                                                     | 6–4, 7–5                  |
| 8月24日         | ウィンストン・セーラム・オープン ウィンストン・セーラム $695,515 - ハード - 48S/32Q/16D | ドミニク・イングロット ロベルト・リンドステット                                                                | エリック・ブトラック スコット・リプスキー                                                        | 6–2, 6–4                  |
| 8月31日 9月7日  | 全米オープン ニューヨーク $19,852,700 - ハード シングルス - ダブルス - 混合ダブルス 128S/128Q/64D/32X | ノバク・ジョコビッチ                                                                                           | ロジャー・フェデラー                                                                             | 6–4, 5–7, 6–4, 6–4        |
| 8月31日 9月7日  | 全米オープン ニューヨーク $19,852,700 - ハード シングルス - ダブルス - 混合ダブルス 128S/128Q/64D/32X | ピエール＝ユーグ・エルベール ニコラ・マユ                                                                      | ジェイミー・マリー ジョン・ピアーズ                                                              | 6-4, 6-4                  |
| 8月31日 9月7日  | 全米オープン ニューヨーク $19,852,700 - ハード シングルス - ダブルス - 混合ダブルス 128S/128Q/64D/32X | マルチナ・ヒンギス リーンダー・パエス                                                                          | ベサニー・マテック＝サンズ サム・クエリー                                                        | 6-4, 3-6, [10-7]          |
| 9月14日         | デビスカップ準決勝 グラスゴー - ハード (室内) ブリュッセル - ハード (室内) | 勝利チーム · イギリス · ベルギー                                                                               | 敗退チーム · オーストラリア · アルゼンチン                                                       | 3-2                       |
| 9月21日         | モゼール・オープン メス €494,310 - ハード (室内) - 28S/32Q/16D | ジョー＝ウィルフリード・ツォンガ                                                                               | ジル・シモン                                                                                     | 7–6(5), 1–6, 6–2          |
| 9月21日         | モゼール・オープン メス €494,310 - ハード (室内) - 28S/32Q/16D | ルカシュ・クボット エドゥアール・ロジェ＝バセラン                                                              | ピエール＝ユーグ・エルベール ニコラ・マユ                                                        | 2–6, 6–3, [10–7]          |
| 9月21日         | サンクトペテルブルク・オープン サンクトペテルブルク $1,091,000 - ハード (室内) - 32S/32Q/16D | ミロシュ・ラオニッチ                                                                                           | ジョアン・ソウザ                                                                                 | 6–3, 3–6, 6–3             |
| 9月21日         | サンクトペテルブルク・オープン サンクトペテルブルク $1,091,000 - ハード (室内) - 32S/32Q/16D | トレト・ユーイ ヘンリ・コンティネン                                                                            | ユリアン・ノール アレクサンダー・ペヤ                                                            | 7–5, 6–3                  |
| 9月28日         | 深圳オープン 深圳 $668,945 - ハード - 28S/32Q/16D | トマーシュ・ベルディハ                                                                                         | ギリェルモ・ガルシア＝ロペス                                                                     | 6–3, 7–6(7)               |
| 9月28日         | 深圳オープン 深圳 $668,945 - ハード - 28S/32Q/16D | ジョナサン・エルリック コリン・フレミング                                                                      | クリス・グッチョーネ アンドレ・サ                                                                | 6–1, 6–7(3), [10–6]       |
| 9月28日         | マレーシア・オープン・クアラルンプール クアラルンプール $1,041,540 - ハード (室内) - 28S/16S/16D | ダビド・フェレール                                                                                             | フェリシアーノ・ロペス                                                                           | 7–5, 7–5                  |
| 9月28日         | マレーシア・オープン・クアラルンプール クアラルンプール $1,041,540 - ハード (室内) - 28S/16S/16D | トレト・ユーイ ヘンリ・コンティネン                                                                            | レイベン・クラーセン ラジーブ・ラム                                                              | 7–6(4), 6–2               |
| 10月5日         | チャイナ・オープン 北京 3,944,715 - ハード - 32S/16Q/16D | ノバク・ジョコビッチ                                                                                           | ラファエル・ナダル                                                                               | 6–2, 6–2                  |
| 10月5日         | チャイナ・オープン 北京 3,944,715 - ハード - 32S/16Q/16D | バセク・ポシュピシル ジャック・ソック                                                                          | ダニエル・ネスター エドゥアール・ロジェ＝バセラン                                                | 3–6, 6–3, [10–6]          |
| 10月5日         | 楽天ジャパン・オープン 東京 $1,397,250 - ハード - 32S/16Q/16D シングルス | スタン・ワウリンカ                                                                                             | ブノワ・ペール                                                                                   | 6–2, 6–4                  |
| 10月5日         | 楽天ジャパン・オープン 東京 $1,397,250 - ハード - 32S/16Q/16D シングルス | レイベン・クラーセン マルセロ・メロ                                                                            | フアン・セバスティアン・カバル ロベルト・ファラ                                                  | 7–6(5), 3–6, [10–7]       |
| 10月12日        | 上海マスターズ 上海 $7,021,335 - ハード - 56S/28Q/24D | ノバク・ジョコビッチ                                                                                           | ジョー＝ウィルフリード・ツォンガ                                                                 | 6-2, 6-4                  |
| 10月12日        | 上海マスターズ 上海 $7,021,335 - ハード - 56S/28Q/24D | レイベン・クラーセン マルセロ・メロ                                                                            | シモーネ・ボレッリ ファビオ・フォニーニ                                                          | 6-3, 6-3                  |
| 10月19日        | エルステ・バンク・オープン ウィーン €2,324,045 - ハード (室内) - 32S/16Q/16D | ダビド・フェレール                                                                                             | スティーブ・ジョンソン                                                                           | 4-6, 6-4, 7-5             |
| 10月19日        | エルステ・バンク・オープン ウィーン €2,324,045 - ハード (室内) - 32S/16Q/16D | ルカシュ・クボット マルセロ・メロ                                                                              | ジェイミー・マリー ジョン・ピアーズ                                                              | 4-6, 7-6(3), [10-6]       |
| 10月19日        | ストックホルム・オープン ストックホルム €604,155 - ハード (室内) - 28S/32Q/16D | トマーシュ・ベルディハ                                                                                         | ジャック・ソック                                                                                 | 7-6(1), 6-2               |
| 10月19日        | ストックホルム・オープン ストックホルム €604,155 - ハード (室内) - 28S/32Q/16D | ニコラス・モンロー ジャック・ソック                                                                            | マテ・パビッチ マイケル・ビーナス                                                                | 7-5, 6-2                  |
| 10月19日        | クレムリン・カップ モスクワ $771,525 - ハード (室内) - 28S/32Q/16D | マリン・チリッチ                                                                                               | ロベルト・バウティスタ・アグート                                                                 | 6-4, 6-4                  |
| 10月19日        | クレムリン・カップ モスクワ $771,525 - ハード (室内) - 28S/32Q/16D | アンドレイ・ルブレフ ドミトリー・トゥルスノフ                                                                  | ラドゥ・アルボット フランティシェク・チェルマク                                                  | 2-6, 6-1, [10-6]          |
| 10月26日        | バレンシア・オープン バレンシア €604,155 - ハード (室内) - 28S/32Q/16D | ジョアン・ソウザ                                                                                               | ロベルト・バウティスタ・アグート                                                                 | 3–6, 6–3, 6–4             |
| 10月26日        | バレンシア・オープン バレンシア €604,155 - ハード (室内) - 28S/32Q/16D | エリック・ブトラック スコット・リプスキー                                                                      | フェリシアーノ・ロペス マックス・ミルヌイ                                                        | 7–6(4), 6–3               |
| 10月26日        | スイス・インドア バーゼル €2,022,300 - ハード (室内) - 32S/16Q/16D | ロジャー・フェデラー                                                                                           | ラファエル・ナダル                                                                               | 6–3, 5–7, 6–3             |
| 10月26日        | スイス・インドア バーゼル €2,022,300 - ハード (室内) - 32S/16Q/16D | アレクサンダー・ペヤ ブルーノ・ソアレス                                                                        | ジェイミー・マリー ジョン・ピアーズ                                                              | 7–5, 7–5                  |
| 11月2日         | BNPパリバ・マスターズ パリ €3,830,295 – ハード (室内) – 48S/24Q/24D | ノバク・ジョコビッチ                                                                                           | アンディ・マリー                                                                                 | 6-2, 6-4                  |
| 11月2日         | BNPパリバ・マスターズ パリ €3,830,295 – ハード (室内) – 48S/24Q/24D | イワン・ドディグ マルセロ・メロ                                                                                | バセク・ポシュピシル ジャック・ソック                                                            | 2-6, 6-3, [10-5]          |
| 11月9日         | 開催なし | 開催なし | 開催なし                                                                                         | 開催なし                  |
| 11月16日        | ATPワールドツアー・ファイナル ロンドン £6,000,000 – ハード (室内) – 8S/8D (RR) | ノバク・ジョコビッチ                                                                                           | ロジャー・フェデラー                                                                             | 6-3, 6-4                  |
| 11月16日        | ATPワールドツアー・ファイナル ロンドン £6,000,000 – ハード (室内) – 8S/8D (RR) | ジャン＝ジュリアン・ロイヤー ホリア・テカウ                                                                    | ロハン・ボパンナ フロリン・メルジェ                                                              | 6-4, 6-3                  |
| 11月23日        | デビスカップ決勝 ヘント - クレー (室内) | イギリス | ベルギー                                                                                         | 3-1                       |

## 2015年最終ランキング
| 順位 | 選手                             | ポイント | 出場数 |
| ---- | -------------------------------- | -------- | ------ |
| 1    | ノバク・ジョコビッチ             | 16585    | 18     |
| 2    | アンディ・マリー                 | 8945     | 20     |
| 3    | ロジャー・フェデラー             | 8265     | 18     |
| 4    | スタン・ワウリンカ               | 6865     | 23     |
| 5    | ラファエル・ナダル               | 5230     | 23     |
| 6    | トマーシュ・ベルディハ           | 4620     | 22     |
| 7    | ダビド・フェレール               | 4305     | 20     |
| 8    | 錦織圭                           | 4235     | 21     |
| 9    | リシャール・ガスケ               | 2850     | 20     |
| 10   | ジョー＝ウィルフリード・ツォンガ | 2635     | 18     |

| 順位 | 選手                         | ポイント | 出場数 |
| ---- | ---------------------------- | -------- | ------ |
| 1    | マルセロ・メロ               | 8900     | 22     |
| 2    | ホリア・テカウ               | 7420     | 24     |
| 3    | ジャン＝ジュリアン・ロイヤー | 7420     | 26     |
| 4    | ボブ・ブライアン             | 6770     | 22     |
| 5    | マイク・ブライアン           | 6770     | 23     |
| 6    | イワン・ドディグ             | 6685     | 19     |
| 7    | ジェイミー・マリー           | 5840     | 27     |
| 8    | ジョン・ピアース             | 5545     | 28     |
| 9    | ロハン・ボパンナ             | 5530     | 27     |
| 10   | ファビオ・フォニーニ         | 5365     | 22     |

### 世界ランキング1位
| 選手                       | 開始日   | 終了日   |
| -------------------------- | -------- | -------- |
| ノバク・ジョコビッチ (SRB) | 2014年末 | 2015年末 |

| 選手                     | 開始日        | 終了日         |
| ------------------------ | ------------- | -------------- |
| マイク・ブライアン (USA) | 2014年末      | 2015年10月15日 |
| ボブ・ブライアン (USA)   | 2014年末      | 2015年12月1日  |
| マルセロ・メロ (BRA)     | 2015年12月2日 | 2015年末       |

## 主な引退選手
- マーディ・フィッシュ
- ロビー・ジネプリ
- ヤン・ハジェク
- ヤルコ・ニエミネン
- ウェイン・オデスニク
- マイケル・ラッセル
- エドゥアルド・シュワンク
- ロビン・セーデリング
- ライアン・スウィーティング
- ポティート・スタラーチェ